# Maison du roi Pierre Ier Karađorđević
Pour les articles homonymes, voir Maison du roi (homonymie).

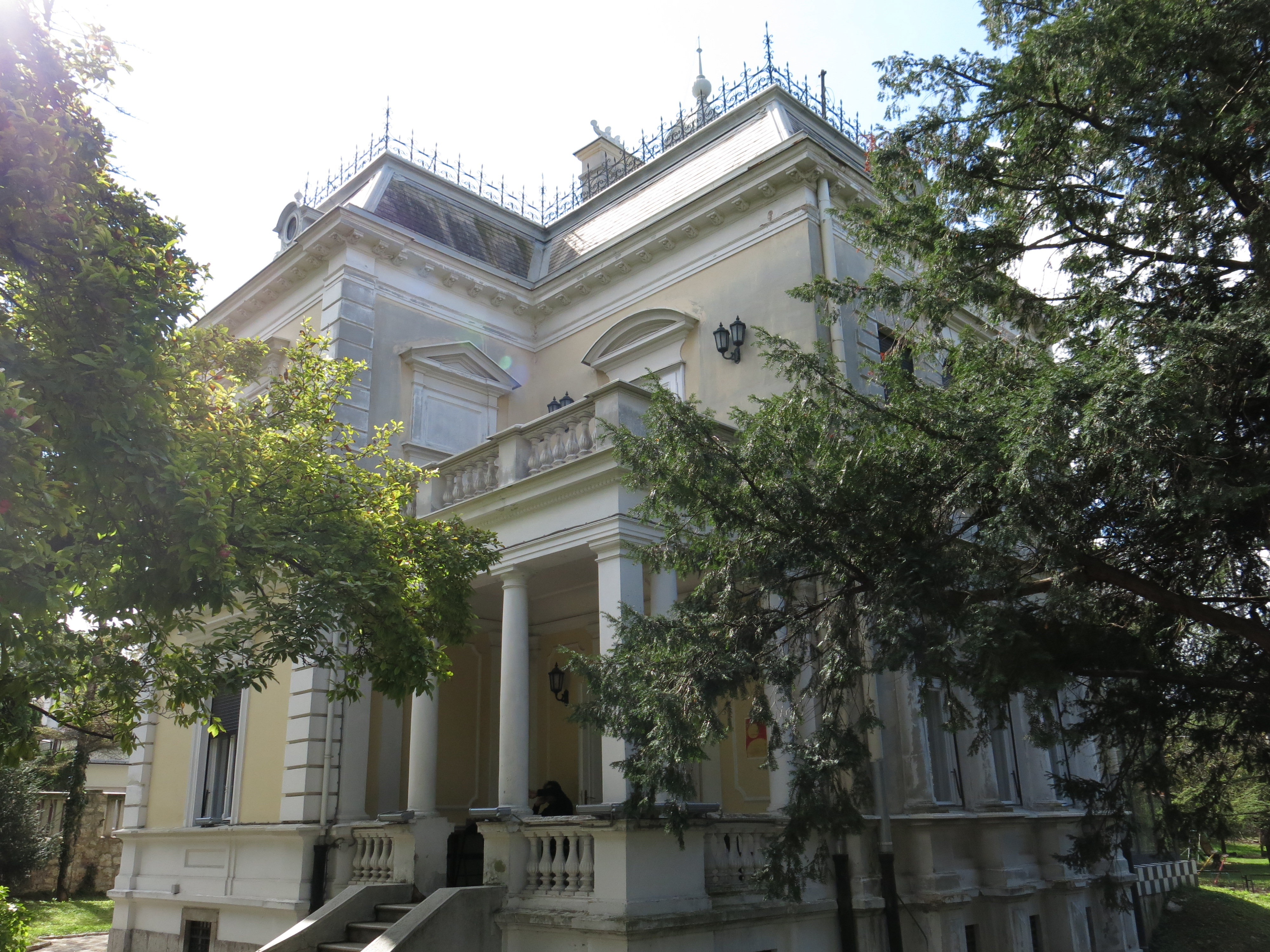
Vue du bâtiment.

La maison du roi Pierre Ier Karadjordjević est située à Belgrade, dans le quartier de Senjak (municipalité urbaine de Savski venac). Quand le roi Pierre Ier de Serbie est revenu de la Première Guerre mondiale en 1919, son ancien palais avait été endommagé par les combats. On lui a trouvé une nouvelle maison, celle du marchand Djordje Pavlović. Pierre Ier y a passé les deux dernières années de sa vie, du 24 septembre 1919 à sa mort le 16 août 1921.
Cette maison est classée monument culturel serbe au titre de bien culturel immobilier (SK 990).

## Histoire
(janvier 2019).
Le contenu est difficilement compréhensible vu les erreurs de traduction, qui sont peut-être dues à l'utilisation d'un logiciel de traduction automatique.
La maison du roi Petar I Karadjordjević a été construite en 1896 sur la colline Topčider. La maison a été construite par le marchand Djordje Pavlović, comme une villa de vacances dans le vignoble. Bien qu’elle ait été construite pour un séjour temporaire, la réputation et la richesse de son propriétaire ont causé que la maison était beaucoup plus grande et plus représentative que ce qu'il était des maisons d'été dans son environnement. La famille Pavlović a utilisé cette maison comme une maison d'été pendant deux décennies. En 1919, elle l’a louée au Palais qui a été à la recherche d'une maison convenable pour le roi Petar I Karadjordjević qui venait de rentrer d'exil où il a passé quatre ans après le retrait avec son Armée de la Serbie en 1915. Au moment du déplacement dans la villa sur la colline Topčider Petar Karadjordjevic n’était même plus formellement le roi de la Serbie, à savoir du royaume des Serbes, Croates et Slovènes, depuis l'abdication signée le 11 mars 1919. 
Dans la maison louée, qu'il payait par ses propres moyens, le roi Petar vivait d'une manière modeste et retirée. La chambre à l'étage avait un lit, une table, une armoire, un lavabo, une lampe de table, dans la salle à manger à côté, il y avait une table, des chaises et une armoire pour la vaisselle, et dans la bibliothèque une armoire avec des livres. Les salons avaient seulement les meubles les plus nécessaires. Les murs étaient décorés modestement. Seulement dans le salon où le roi Petar recevait des visiteurs rares, il y avait sur les murs des portraits et des photos de famille royale. Dans la salle à manger il y a une icône de Saint André Apôtre, le protecteur de la Maison de Karadjordjevic. 

Le roi Petar est décédé le 16 août 1921. Le gouvernement a adopté une proclamation le soir-même aux citoyens du royaume des Serbes, Croates et Slovènes qui dit 

« Notre nation entière, quel que soit le nom et la religion, restera profondément reconnaissant envers le Grand Roi, qui, avec sa stricte règle constitutionnelle et parlementaire, a fourni la liberté nationale et a créé ainsi la possibilité de développer pleinement des Forces nationales pour l’exécution des grands objectifs et les tâches nationales. »

À la session du gouvernement, tenue après la mort du roi Petar, il a été adopté la décision que la maison dans laquelle le roi « a souffert et est mort » soit rachetée pour le musée national de Serbie sous la condition que « toutes les chambres restent les mêmes que maintenant ».  
Justement trois ans après la mort du roi Petar, le ministère de l'Éducation a mis en place un comité chargé de relever le musée du roi Petar le Ier. A cet effet, il a été acheté la maison, il a été érigé une nouvelle clôture avec une porte d'entrée représentative, murée selon le modèle de celle devant l'Ancien et le Nouveau Palais et le jardin a été décoré. Le Comité a été confronté à un manque de pièces qui illustreraient de manière adéquate le règne et la vie privée du roi Petar et à cause de cela, le musée n'a jamais été officiellement ouvert. 
Après la Seconde Guerre mondiale, la maison a été brièvement utilisée comme une école, puis, en raison du fait qu'il n'a pas trouvé de fins appropriées pour elle, elle a été convertie en un immeuble résidentiel. Elle a été reconstruite en 1997 selon le projet de l'Institut pour la protection des monuments culturels. 
En 2005, la maison a été donnée à l'utilisation à la municipalité Savski Venac qui y a ouvert le centre culturel intitulé « La maison du roi Petar Ier ». Bien que la maison n'ait pas été transformée en musée, comme cela était décidé en 1921, cependant, le nom du centre culturel garde le mémoire au roi libérateur qui « a renforcé la démocratie en Serbie, le régime parlementaire et les libertés ».

## Architecture de la maison
(janvier 2019).
Le contenu est difficilement compréhensible vu les erreurs de traduction, qui sont peut-être dues à l'utilisation d'un logiciel de traduction automatique.
La maison du roi Petar est une maison d'été à un étage de la fin du XIXe siècle, dans laquelle le désir de montrer le prestige et le statut surmonte la nécessité de l'harmonisation avec la nature, et elle ressemble beaucoup plus à une villa de la ville qu’à une maison de vacances. Par conséquent, la maison dispose de deux parties distinctes, l'une publique, au rez-de-chaussée, qui peut être atteint par un escalier représentatif et la terrasse sous les colonnes et l’autre privée, qui occupe le premier étage et qui est accessible via l'entrée latérale. Au rez-de-chaussée il y avait deux salons et la salle à manger, des chambres à l'étage, et la cuisine est au sous-sol.
Les façades sont formées d'une manière académique, avec l'application des éléments caractéristiques du style. Les colonnes et les pilastres sont situés près des portails et les fenêtres. Les frontons et les cadres des fenêtres représentent la décoration dominante des façades. La terrasse au rez-de-chaussée et le balcon du premier étage disposent des clôtures balustres. Le toit mansardé avec les lucarnes se termine avec la clôture du fer forgé comme un élément final. Au-dessus du toit mansardé, il monte une  coupole voûtée avec une lanterne. Chacune de façades différemment formées a son propre motif central, défini exclusivement par la forme et la décoration des fenêtres. La maison du roi Petar Ier Karadjordjević a été proclamée, à cause de ses valeurs historiques, architecturales et d'urbanisme, le monument culturel en 1992.

## Musée du roi Petar Ier Karadjordjević
(janvier 2019).
Le contenu est difficilement compréhensible vu les erreurs de traduction, qui sont peut-être dues à l'utilisation d'un logiciel de traduction automatique.

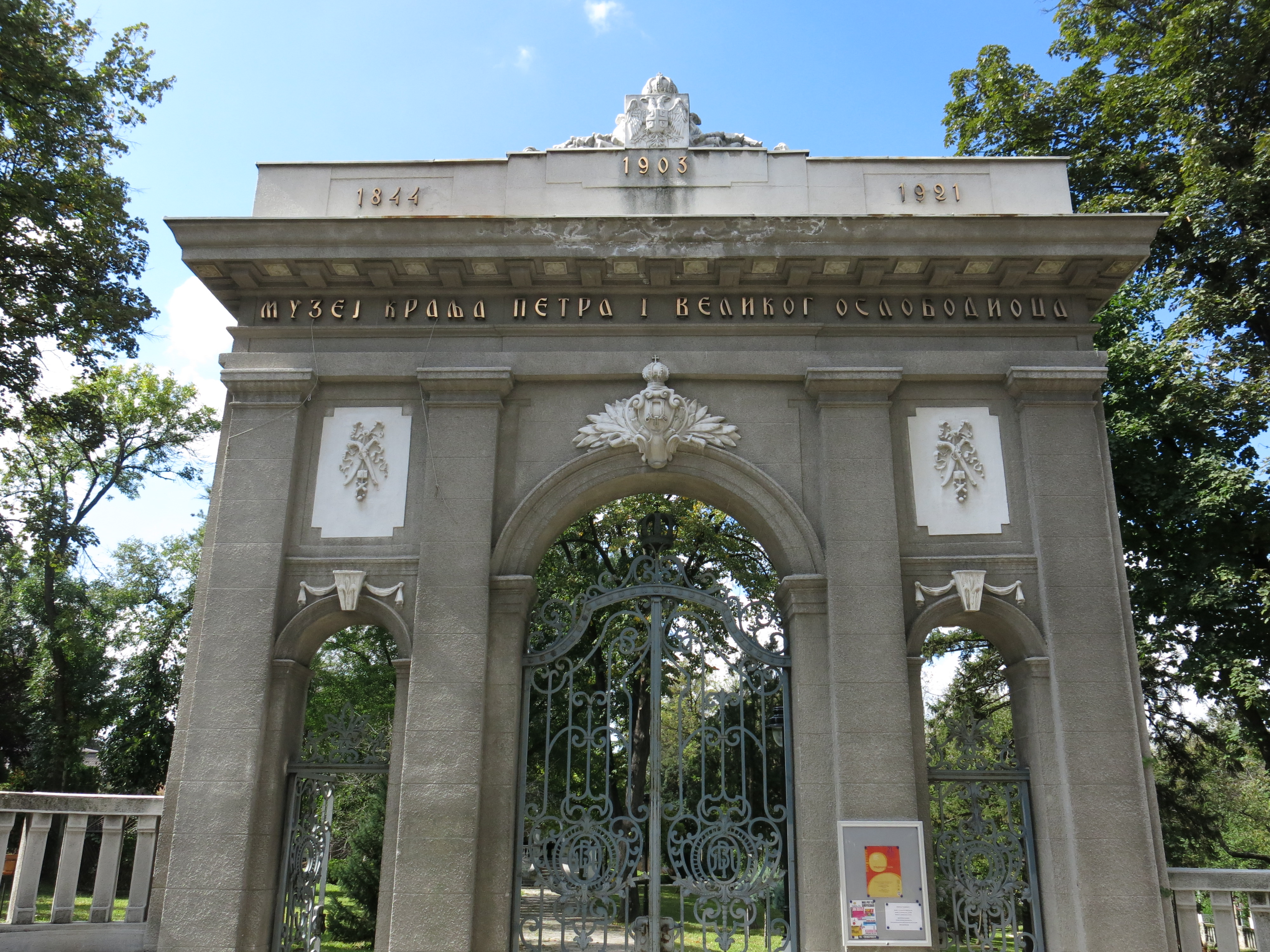
Le portail d'entrée monumental.

Après la mort du roi, le gouvernement du royaume des Serbes, Croates et Slovènes a racheté la villa en 1924 avec l'objectif d'y créer le musée du roi Pierre Ier. A cette occasion, un portail monumental a été construit en 1926 à l'entrée dans le jardin. Ce portail est construit selon le modèle des portails du complexe de palais de Terazije. Il porte le blason du royaume de Serbie, le monogramme du roi et trois années importantes de sa vie, celle de sa naissance 1844, celle de son accession au trône 1903 et celle de la mort 1921, avec l'inscription Musée du Roi Petar Ier.
Le musée lui-même n'a jamais ouvert. En 2010, à l'initiative de la municipalité de Savski Venac, qui a adapté la maison et ensemble avec la chambre commémorative du roi Petar, elle revit comme un centre culturel moderne.